# Альгенья
Альгенья, Л'Алгенья (ісп. Algueña (офіційна назва), валенс. L'Alguenya) — муніципалітет в Іспанії, у складі автономної спільноти Валенсія, у провінції Аліканте. Населення — 1351 особа (1 січня 2022).

## Географія
Муніципалітет розташований на відстані близько 330 км на південний схід від Мадрида, 45 км на захід від Аліканте.
На території муніципалітету розташовані такі населені пункти: (дані про населення за 2010 рік)
- Альгенья: 1446 осіб
- Ла-Солана: 84 особи

## Демографія
Динаміка населення (INE ):

## Галерея зображень

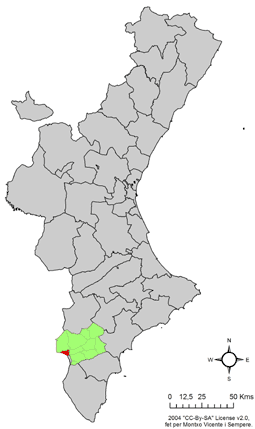
Розташування муніципалітету Альгенья у автономній спільноті Валенсія
Розташування муніципалітету Альгенья у комарці Медіо-Віналопо
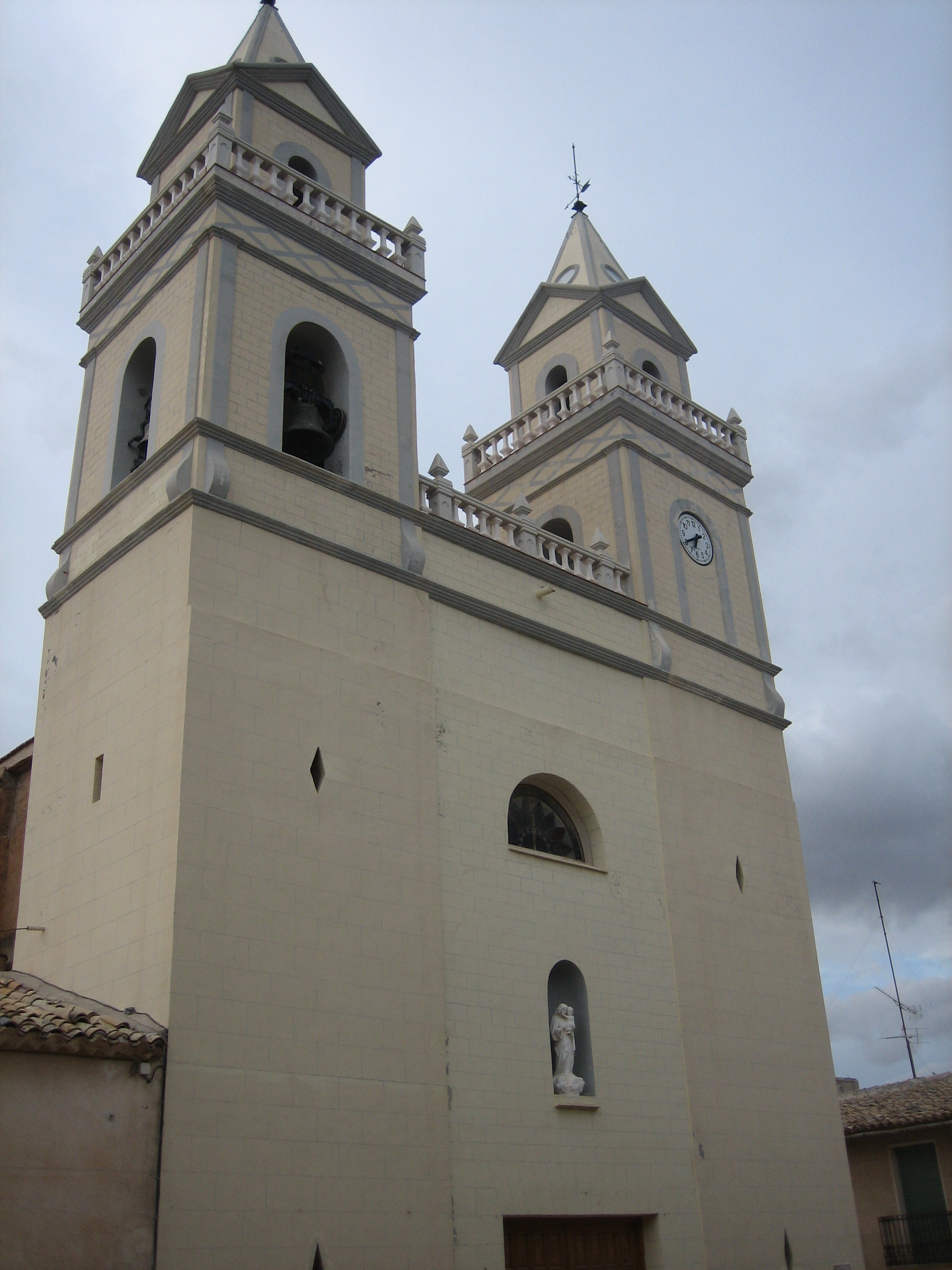
Парафіяльна церква Сан-Хосе, Альгенья
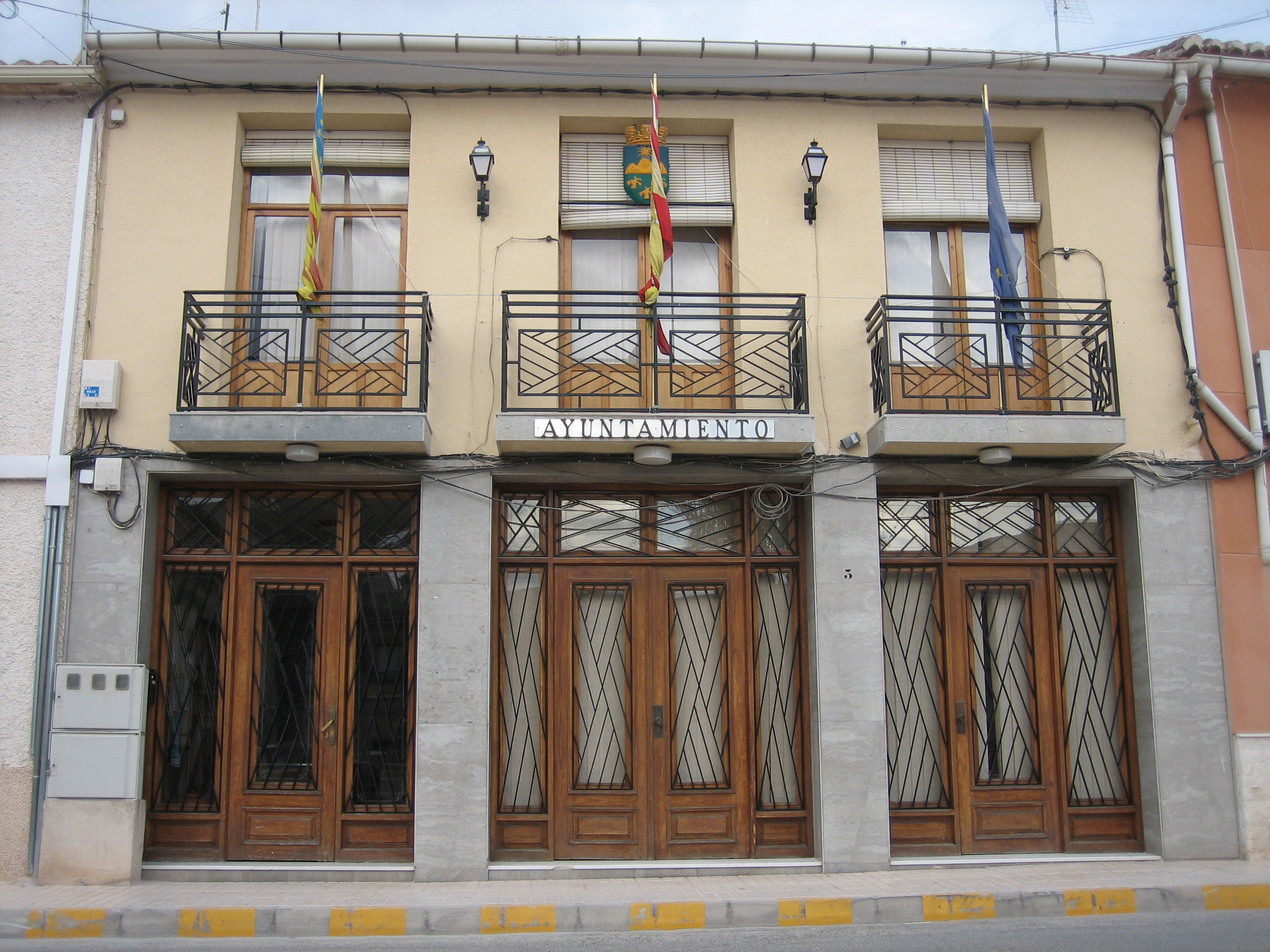
Муніципальна рада